# Stretchia pictipennis
Stretchia pictipennis là một loài bướm đêm trong họ Noctuidae.